# 瓶头草
瓶头草（学名：Lagenophora stipitata）为菊科瓶头草属下的一个种。